# إدوارد إي. كرامر
إدوارد إي. كرامر (بالإنجليزية: Edward E. Kramer)‏‏ (20 مارس 1961 في بروكلين - ) كاتب خيال علمي، وروائي من الولايات المتحدة.